# Leslie Odom Jr.
Leslie Odom Jr. (Queens, ciudad de Nueva York, 6 de agosto de 1981) es un actor y cantante estadounidense. Ha trabajado en Broadway, en televisión y cine, y ha lanzado tres álbumes solistas de jazz. Interpretó a Aaron Burr en el musical Hamilton, papel por el que obtuvo el Premio Tony al mejor actor principal en un musical y el Premio Grammy al mejor álbum de teatro musical como vocalista principal en 2016. En televisión, personificó a Sam Strickland en la serie musical Smash (2012–2013). En 2018, publicó el libro Failing Up.

## Primeros años
Odom nació en Queens, Nueva York. Su familia se mudó poco después a East Oak Lane, Filadelfia, donde pasó su infancia y adolescencia. Asistió a la escuela media Julia R. Masterman y a la Escuela Secundaria de Artes Escénicas de Filadelfia. Se graduó con honores de la Universidad Carnegie Mellon en Pittsburgh, Pensilvania, y en el verano de 2003 se mudó a Los Ángeles, California.

## Carrera

### Como actor

#### Teatro
Odom comenzó a cantar en su adolescencia, y estudió teatro musical en la universidad. A los diecisiete años, hizo su debut en Broadway como Paul en Rent. En el año 2000, fue parte del elenco en una función de una sola noche de Dreamgirls, también en Broadway.
En Los Ángeles, trabajó en el musical Leap of Faith en 2010, cuya producción se trasladó a Broadway en 2012, con Odom como Isaiah Sturdevant. Cuando la obra salió de cartel poco tiempo después, Odom decidió quedarse en Nueva York.
Después de protagonizar el musical de Off-Broadway Venice y Witness Uganda (más tarde renombrado como Invisible Thread) en A.R.T. y de participar en varios talleres, Odom trabajó con Lin-Manuel Miranda en la producción de Encores! Off-Center de Tick, Tick... Boom!, interpretando a Michael. En 2015, personificó a Nat King Cole en una función de una noche de Bombshell, a beneficio de Actors Fund of America.
Odom fue nominado para un Premio Drama Desk al mejor actor en un musical en 2015 por su papel como Aaron Burr en la producción off-Broadway de Hamilton en The Public Theater. Cuando la obra se trasladó a Broadway ese mismo año y comenzó a llevarse a cabo en el Teatro Richard Rodgers, Odom conservó el papel. En 2016, obtuvo un Premio Grammy al mejor álbum de teatro musical y el Premio Tony al mejor actor principal en un musical. La última actuación de Odom como Burr en Hamilton tuvo lugar el 9 de julio de 2016.

#### Televisión
Odom tuvo un papel recurrente en CSI: Miami entre 2003 y 2006, durante nueve episodios, como Joseph Kayle. En 2006, interpretó a Maliko Christo en la serie Vanished durante diez episodios. De 2006 a 2007, personificó a Freddy en Big Day por nueve episodios, hasta que el programa fue cancelado. En 2011, tuvo un papel secundario en la película para televisión Poe.
En 2012, Odom participó en la serie televisiva Smash, como Sam Strickland, y al año siguiente pasó a tener un papel protagónico durante la última temporada del programa. A finales de 2013, aceptó el papel de Lucas Newsome en State of Affairs, pero debió retractarse para aceptar el rol de Aaron Burr en Hamilton. Entre 2013 y 2014, participó en ocho episodios de Person of Interest como Peter Collier. Entre 2013 y 2015, interpretó al reverendo Curtis Scott por siete episodios en Law & Order: Special Victims Unit.
Desde el 19 de mayo de 2016 y por ocho semanas, Odom presentó la serie web de Broadway.com titulada Aaron Burr, Sir: Backstage at Hamilton with Leslie Odom Jr.. Odom también aceptó participar en una miniserie de 2017 sobre New Edition, en el papel de Jimmy Jam, pero terminó abandonando el proyecto. 
Ha participado como artista invitado en varios programas, como Gilmore Girls, Grey's Anatomy, Supernatural y The Good Wife. En 2016, participó en un comercial de Nationwide Insurance.
El 4 de febrero de 2018, Odom cantó «America the Beautiful» durante la emisión del Super Bowl LII de la NBC.

#### Cine
Odom ha participado en varios cortos y tuvo un papel secundario como Declan Hall en la película bélica de 2012 Red Tails.
Personificó al Dr. Arbuthnot en la adaptación de 2017 de Murder on the Orient Express, dirigida por Kenneth Branagh. En 2019, protagonizó la cinta Harriet, sobre la abolicionista Harriet Tubman, como William Still. Ese mismo año, protagonizó el romance posapocalíptico Only.
En 2021, personificó a Sam Cooke en el largometraje One Night in Miami, dirigido por Regina King. Por su interpretación, fue nominado a los premios Globos de Oro y al premio del Sindicato de Actores como mejor actor de reparto. Asimismo, obtuvo una nominación a los Globos de Oro por mejor canción original («Speak Now») y a los premios del Sindicato de Actores en la categoría Mejor reparto.

### Como cantante
En 2014, Odom lanzó su álbum debut como cantante de jazz, titulado Leslie Odom Jr., en CD y en SoundCloud, y promocionó el álbum con una serie de conciertos en The Public Theater. En febrero de 2016, grabó una versión de «Good for You», de Selena Gomez, con su compañero de Hamilton Daveed Diggs.
En 2016, Odom firmó un contrato por cuatro álbumes con S-Curve Records. Junto con el productor Steve Greenberg, seleccionaron diez canciones entre doscientas, y Odom grabó y actualizó una versión mejorada de Leslie Odom Jr. en sus días libres y las horas previas a sus actuaciones en Broadway para lanzar el álbum antes de dejar Hamilton. El álbum, lanzado a la venta en junio de 2016, llegó al primer puesto del ranking Billboard Jazz y al número 147 de Billboard 200.
El 11 de noviembre de 2016, Odom lanzó su segundo álbum, Simply Christmas, que contenía versiones de jazz de canciones navideñas. En octubre de 2017, se lanzó una versión deluxe del álbum, con cuatro canciones adicionales. Odom realiza giras para promocionar sus álbumes y brinda conciertos con un quinteto de jazz que incluye un baterista, un percusionista, un bajista, un guitarrista y un pianista, que también es el director musical de Odom.
En septiembre de 2019, Odom lanzó la canción «Under Pressure» de su tercer álbum, Mr. El álbum fue lanzado a la venta en noviembre de 2019 y contiene trece canciones originales.

### Como escritor
En junio de 2017, Odom anunció la firma de un contrato por su libro Failing Up: How to Take Risks, Aim Higher, and Never Stop Learning, escrito con la intención de inspirar a los lectores jóvenes. El libro, publicado en marzo de 2018 por Macmillan, «narra los obstáculos y los rechazos que precedieron su éxito». La prosa del libro es similar a la de un discurso en una ceremonia de graduación, y el texto explora qué ha aprendido durante su vida y la importancia de perseguir los sueños.

## Vida privada
Odom contrajo matrimonio con la actriz Nicolette Kloe Robinson el 1 de diciembre de 2012. La pareja tiene una hija, llamada Lucille Ruby, nacida el 23 de abril de 2017. El 25 de marzo de 2021 nació su segundo hijo, un varón llamado Able. Odom y Robinson se conocieron en 2008, cuando ella, aún estudiante de la UCLA, decidió audicionar para Once on This Island en Los Ángeles. Cuando Robinson reemplazó a una compañera que tuvo que abandonar el elenco de manera inesperada, Odom, el director asistente, fue el responsable de entrenarla para que se pusiera al día, y así comenzó su relación. Robinson ha trabajado en el musical off-Broadway Invisible Thread (2015) y en la serie de televisión The Affair, y protagonizó el musical de Broadway Waitress desde el 4 de septiembre hasta el 9 de diciembre de 2018.

## Filmografía

### Teatro
| Año  | Título              | Papel                  | Fechas                                     | Teatro                              | Notas                                                       |
| ---- | ------------------- | ---------------------- | ------------------------------------------ | ----------------------------------- | ----------------------------------------------------------- |
| 1998 | Rent                | Paul / Policía / otros |                                            | Teatro Nederlander                  | Broadway                                                    |
| 2001 | Dreamgirls          | Actor                  | 24 de septiembre de 2001                   | Ford Center for the Performing Arts | Concierto a beneficio de Actors Fund                        |
| 2004 | Jersey Boys         | Elenco                 | 5 de octubre de 2004 – 16 de enero de 2005 | Teatro La Jolla                     | Prueba                                                      |
| 2007 | Keep Your Pantheon  |                        |                                            | Teatro Geffen                       | Regional                                                    |
| 2007 | Being Alive         | Actor                  | 25 de agosto – 9 de septiembre de 2007     | Teatro Westport Country             | Regional                                                    |
| 2007 | Being Alive         | Actor                  | 25 de octubre – 2 de diciembre de 2007     | Compañía Teatral de Filadelfia      | Regional                                                    |
| 2008 | Once on This Island | Agwe, dios del agua    | 12–14 de septiembre de 2008                | Teatro Freud                        | Regional; también director asistente                        |
| 2009 | Soul of Rodgers     | Actor                  | 2–3 de octubre de 2009                     | Compañía Teatral Reprise            | Revista                                                     |
| 2010 | Leap of Faith       | Isaiah Sturdevant      | 3–24 de octubre de 2010                    | Teatro Ahmanson                     | Prueba                                                      |
| 2012 | Leap of Faith       | Isaiah Sturdevant      | 26 de abril – 13 de mayo de 2012           | Teatro Saint James                  | Broadway                                                    |
| 2013 | Venice              | Markos Monroe          | 28 de mayo – 30 de junio de 2013           | The Public Theater                  | Off-Broadway                                                |
| 2014 | Tick, Tick... Boom! | Michael                | 24–28 de junio de 2014                     | New York City Center                | Encores!                                                    |
| 2015 | Hamilton            | Aaron Burr             | 20 de enero – 3 de mayo de 2015            | The Public Theater                  | Off-Broadway                                                |
| 2015 | Hamilton            | Aaron Burr             | 6 de agosto de 2015 – 9 de julio de 2016   | Teatro Richard Rodgers              | Broadway Premio Tony al mejor actor principal en un musical |

Talleres
- Witness Uganda (más tarde retitulado Invisible Thread), 2010

### Cine
| Año  | Título                            | Papel               | Notas                                              |
| ---- | --------------------------------- | ------------------- | -------------------------------------------------- |
| 2007 | Scarecrow Joe                     | Joe                 | Corto                                              |
| 2012 | Red Tails                         | Declan 'Winky' Hall |                                                    |
| 2015 | Luna Goes Cruising                | Oscar               | Corto                                              |
| 2017 | Murder on the Orient Express      | Dr. Arbuthnot       |                                                    |
| 2019 | Harriet                           | William Still       |                                                    |
| 2019 | Only                              | Will                |                                                    |
| 2020 | Hamilton                          | Aaron Burr          | Versión filmada del musical de Broadway de 2015    |
| 2020 | One Night in Miami                | Sam Cooke           | Nominado al Globo de Oro al mejor actor de reparto |
| 2021 | Music                             | Ebo                 |                                                    |
| 2021 | The Many Saints of Newark         | Harold McBrayer     |                                                    |
| 2022 | Glass Onion: A Knives Out Mystery |                     |                                                    |
| TBA  | Needle in a Timestack             |                     | Posproducción                                      |
| 2023 | The Exorcist: Believer            | Victor Fielding     |                                                    |

### Televisión
| Año       | Título                                                      | Papel                        | Notas                                                       |
| --------- | ----------------------------------------------------------- | ---------------------------- | ----------------------------------------------------------- |
| 2003–2006 | CSI: Miami                                                  | Joseph Kayle                 | Papel recurrente; 9 episodios                               |
| 2004      | The Big House                                               | Lamont                       | Episodios: «A Friend In Need», «Almost Touched By An Angel» |
| 2006      | Threshold                                                   | Sargento Adams               | Episodio: «The Crossing»                                    |
| 2006      | Gilmore Girls                                               | Quentin Walsh                | Episodio: «Bridesmaids Revisited»                           |
| 2006      | Vanished                                                    | Agente Malik Christo         | Papel recurrente; 10 episodios                              |
| 2006      | Close To Home                                               | Jordan Carter                | Episodio: «Prodigal Son»                                    |
| 2006–2007 | Big Day                                                     | Freddy                       | Papel recurrente; 9 episodios                               |
| 2007      | The Bill Engvall Show                                       | Mr. Pratt                    | Episodes: «Good People», «Feel Free To Say No»              |
| 2007      | Supreme Courtships                                          | Marcus                       | Película para TV                                            |
| 2008      | Grey's Anatomy                                              | P.J. Walling                 | Episodio: «There's No "I" In Team»                          |
| 2011      | NCIS: Los Angeles                                           | Agente del FBI Duane Lausten | Episodio: «Archangel»                                       |
| 2011      | Zeke & Luther                                               | Sr. Arliss Bunnyson          | Episodio: «Zeke, Luther, and Kojo Strike Gold»              |
| 2011      | Bandwagon                                                   | Artista de Urban Glee        | Episodio: «You Can Do Anything»                             |
| 2011      | Supernatural                                                | Guy                          | Episodio: «Season Seven, Time For A Wedding»                |
| 2011      | Poe                                                         | Julian 'Jupiter' Noble       | Película para TV                                            |
| 2012      | House of Lies                                               | James                        | Episodios: «Ouroboros», «Veritas»                           |
| 2013      | Smash                                                       | Sam Strickland               | Papel protagónico; 23 episodios                             |
| 2013      | Person of Interest                                          | Peter Collier                | Papel recurrente; 8 episodios                               |
| 2013–2015 | Law & Order: Special Victims Unit                           | Reverendo Curtis Scott       | Papel recurrente; 7 episodios                               |
| 2014      | Gotham                                                      | Ian Hargrove                 | Episodio: «Harvey Dent»                                     |
| 2016      | The Good Wife                                               | Barry Pert                   | Episodio: «Unmanned»                                        |
| 2016      | Aaron Burr, Sir: Backstage at Hamilton with Leslie Odom Jr. | Presentador                  | Serie web; 8 episodios                                      |
| 2018      | We Bare Bears                                               | Dr. Leslie (voz)             | Episodio: «More Everyone's Tube»                            |
| 2018      | One Dollar                                                  | Randall Abatsy               |                                                             |
| 2020      | Central Park                                                | Owen Tillerman (voz)         |                                                             |

## Discografía

### Álbumes de estudio
| Título           | Detalles del álbum | Máxima posición en listas | Máxima posición en listas | Máxima posición en listas | Máxima posición en listas |
| Título           | Detalles del álbum | Billboard 200             | Top Album Sales           | Jazz Albums               | US Holiday                |
| ---------------- | --- | ------------------------- | ------------------------- | ------------------------- | ------------------------- |
| Leslie Odom Jr.  | - Lanzado el 12 de agosto de 2014 20 de junio de 2016 (nueva versión) - Sello: Autolanzamiento (original) S-Curve Records (nueva versión) - Formatos: CD, descarga digital | 147                       | 59                        | 1                         | —                         |
| Simply Christmas | - Lanzado el 11 de noviembre de 2016 11 de noviembre de 2017 (nueva versión) - Sello: S-Curve Records - Formatos: CD, descarga digital, LP                                 | 31                        | 12                        | 1                         | 4                         |
| Mr               | - Lanzado el 8 de noviembre de 2019 8 de noviembre de 2019 - Sello: S-Curve Records - Formatos: CD, descarga digital                                                       | -                         | -                         | -                         | -                         |

### Bandas sonoras
- Leap of Faith: The Musical (Original Broadway Cast Recording) (4 de diciembre de 2012)
- Venice (Original Cast Recording) (23 de septiembre de 2014)
- Hamilton (Original Broadway Cast Recording) (25 de septiembre de 2015)
- One Night in Miami (Original Motion Picture Soundtrack) (15 de enero de 2021)

### Sencillos
| Título                                                    | Año  | Álbum                                    |
| --------------------------------------------------------- | ---- | ---------------------------------------- |
| «Good For You»                                            | 2016 | n/a                                      |
| «Have Yourself a Merry Little Christmas»                  | 2016 | Simply Christmas                         |
| «America the Beautiful»                                   | 2018 | n/a                                      |
| «Without You»                                             | 2018 | n/a                                      |
| «What Are We Waiting For» (con Nicolette Robinson)        | 2018 | n/a                                      |
| «Bear Facts» (con el elenco de We Bare Bears)             | 2018 | n/a                                      |
| «All I Want For Christmas Is You» (con Ingrid Michaelson) | 2018 | Ingrid Michaelson's Songs for the Season |
| «Under Pressure»                                          | 2019 | Mr                                       |
| «Go Crazy»                                                | 2020 | Mr                                       |

### Otras participaciones
| Título | Año  | Otros artistas                                     | Álbum                                                             |
| --- | ---- | -------------------------------------------------- | ----------------------------------------------------------------- |
| «Hallelujah, I Believe»                                                                                          | 2015 | Jim Brickman                                       | Comfort & Joy: The Sweet Sounds of Christmas y A Joyful Christmas |
| «Joy to the World»                                                                                               | 2015 | The Broadway Cast of Hamilton                      | Broadway's Carols for a Cure, Vol. 17, 2015                       |
| «Autumn Leaves»                                                                                                  | 2016 | N/A                                                | Tony Bennett Celebrates 90                                        |
| «My Romance» | 2017 | Billy Porter                                       | Billy Porter Presents: The Soul of Richard Rodgers                |
| «Sondheim: Medley: Children will Listen / You've Got to Be Carefully Taught (de Into the Woods & South Pacific)» | 2018 | Renée Fleming, BBC Concert Orchestra, & Rob Fisher | Broadway                                                          |

## Premios y nominaciones
| Año  | Premio                           | Categoría                                     | Obra                                | Resultado |
| ---- | -------------------------------- | --------------------------------------------- | ----------------------------------- | --------- |
| 2002 | Premio Princesa Grace            | Actor                                         | Actor                               | Ganador   |
| 2012 | Premio Fred y Adele Astaire      | Mejor bailarín de Broadway                    | Leap of Faith                       | Ganador   |
| 2012 | Premio Drama League              | Actuación destacada                           | Leap of Faith                       | Ganador   |
| 2015 | Premio Drama Desk                | Actor destacado en un musical                 | Hamilton                            | Nominado  |
| 2015 | Premios Lucille Lortel           | Actor protagonista en un musical              | Hamilton                            | Nominado  |
| 2016 | Premios Tony                     | Mejor actor principal en un musical           | Hamilton                            | Ganador   |
| 2016 | Premios Grammy                   | Mejor álbum de teatro musical                 | Hamilton                            | Ganador   |
| 2016 | Premios Broadway.com             | Actor protagonista en un musical              | Hamilton                            | Nominado  |
| 2016 | Premios Broadway.com             | Mejor pareja actoral (con Lin-Manuel Miranda) | Hamilton                            | Ganador   |
| 2018 | Teen Choice Awards               | Mejor actor - Drama                           | Murder on the Orient Express        | Nominado  |
| 2021 | Globos de Oro                    | Mejor actor de reparto                        | One Night in Miami                  | Nominado  |
| 2021 | Globos de Oro                    | Mejor canción original                        | «Speak Now» (de One Night in Miami) | Nominado  |
| 2021 | Premios del Sindicato de Actores | Mejor actor de reparto                        | One Night in Miami                  | Nominado  |
| 2021 | Premios del Sindicato de Actores | Mejor reparto                                 | One Night in Miami                  | Nominado  |
| 2021 | Premios Oscar                    | Mejor actor de reparto                        | One Night in Miami                  | Nominado  |
| 2021 | Premios Oscar                    | Mejor canción original                        | «Speak Now» (de One Night in Miami) | Nominado  |

En 2019, Odom recibió un título honorífico de doctor en Bellas Artes por parte de su alma mater, la Universidad Carnegie Mellon, en su ceremonia de graduación número 122. Odom fue el principal orador de la ceremonia.